# فرودگاه نیروی هوایی سلطنتی استرالیا در پایگاه تیندال
فرودگاه نیروی هوایی سلطنتی استرالیا در پایگاه تیندال (به انگلیسی: RAAF Base Tindal) یک فرودگاه با کد یاتا KTR است که یک باند فرود آسفالت دارد و طول باند آن ۲۷۴۴ متر است. این فرودگاه در کشور استرالیا قرار دارد و در ارتفاع ۱۴۵ متری از سطح دریا واقع شده است.

## شرکت‌های هواپیمایی و مقصدهای پروازی
| شرکت‌های هواپیمایی  | مقصدهای پروازی                                            |
| ------------------ | --------------------------------------------------------- |
| ایرنورث            | آلیس اسپرینگز، داروین، تنانت کریک                         |
| Katherine Aviation | بورولولا، گو، گروته ایلانت، Kalkaringi، Lajamanu، انگوکور |